# Anabel Guzmán
Anabel del Carmen Guzmán Rodríguez (Caracas, Venezuela; 8 de septiembre de 1991) es una futbolista venezolana. Juega de defensa y su equipo actual es el Cobresal de la Primera División de fútbol femenino de Chile. En 2010 fue internacional absoluta por la selección de Venezuela.

## Trayectoria
Para la temporada 2017, el Colo-Colo fichó a la defensora venezolana desde el Caracas FC.
Tras cinco años dejó Colo-Colo. En marzo de 2023, se anunció su incorporación a Cobresal.

## Selección nacional
Guzmán formó parte del plantel de la selección de Venezuela que disputó el Campeonato Sudamericano Femenino de 2010. Jugó contra Paraguay el 7 de noviembre de 2010.

## Clubes
| Club                   | País      | Año               |
| ---------------------- | --------- | ----------------- |
| Caracas                | Venezuela | 2008 - 2014       |
| Estudiantes de Guárico | Venezuela | 2014-2016         |
| Caracas                | Venezuela | 2016              |
| Colo-Colo              | Chile     | 2017-2022         |
| Cobresal               | Chile     | 2023              |
| Unión Española         | Chile     | 2024 - Actualidad |

## Palmarés

### Campeonatos nacionales
| Título              | Club      | País  | Año  |
| ------------------- | --------- | ----- | ---- |
| Campeonato Nacional | Colo-Colo | Chile | 2017 |
| Campeonato Nacional | Colo-Colo | Chile | 2022 |